# Jekatěrinburg
Jekatěrinburg (rusky Екатеринбург, v letech 1924–1991 Sverdlovsk, rusky Свердловск) je město v Rusku, centrum Uralského federálního okruhu a Sverdlovské oblasti. Rozkládá se na severovýchodním podhůří Jižního Uralu na březích řeky Iseť. Jekatěrinburg je čtvrté největší město v Rusku. Bývá nazýván „třetím hlavním městem Ruska“, jelikož se řadí na třetí místo velikostí ekonomiky, kultury, dopravy a turismu. Je také významným administrativním, průmyslovým, vědeckým a vzdělávacím centrem. Žije zde přibližně 1,47 milionu obyvatel.
Město leží na hranici mezi evropskou a asijskou částí Ruska. Založeno bylo Petrem I. Velikým jako jedno z prvních průmyslových center v Rusku. Nese jméno jeho manželky, Kateřiny I. Ruské. Za svůj rozvoj historicky vděčí jednak místnímu nerostnému bohatství, jednak Sibiřskému traktu a později Transsibiřské magistrále, kteréžto dopravní tepny využily možnosti nejsnáze zde překonat uralské pohoří.

## Historie

### Před ruskou kolonizací
Údolí řeky Iseť bylo osídleno odpradávna, neboť představovalo snadnou trasu přes Ural dále na Sibiř. Až do příchodu Rusů zde však nikdy nebyla žádná města.
Nejstarší objevená sídliště na území Jekatěrinburgu spadají do 8.–7. tisíciletí př. n. l. Jedná se především o archeologické naleziště Palkinské kamenné stany na břehu řeky Iseť. Na místě neolitického sídliště Iseťské pravobřeží I (6. až 5. tisíciletí př. n. l.) byly objeveny dílny na zpracování kamene: brusné desky, kovadliny, rozpracované i dokončené zbraně. Od 2. tis. př. n. l. zde žili metalurgové, kteří využívali místní přírodní bohatství a dovedli tavit měď. Nalezeny tak byly figurky ptáků, zvířat, lidí, hroty střel, předměty denní potřeby. O něco později se místní naučili pracovat i se železem.

### Příchod Rusů a založení města

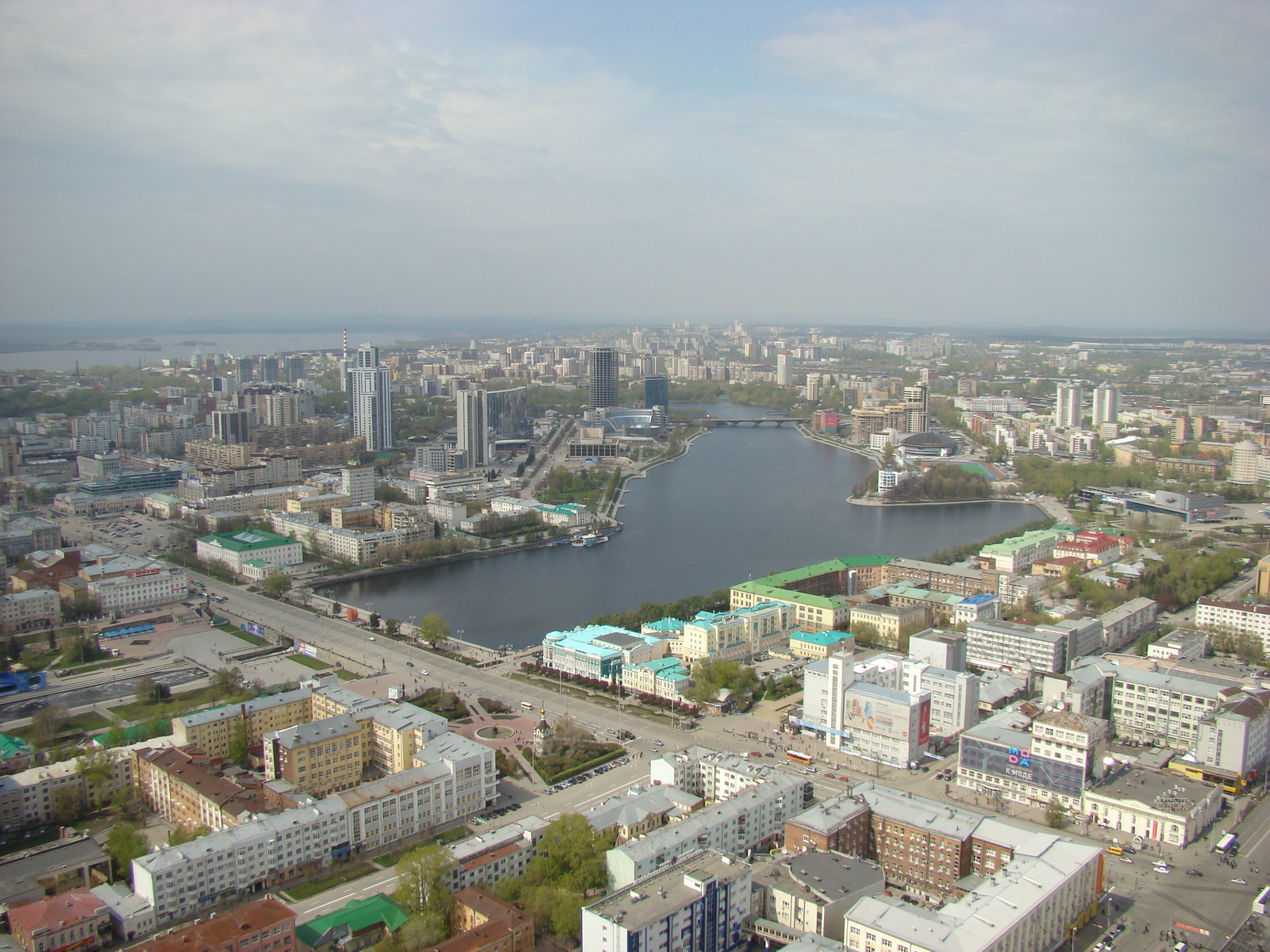
Městská nádrž, zbudovaná při založení města

Před ruskou kolonizací Uralu bylo území Jekatěrinburgu po staletí ovládáno Baškiry, byť stálé osídlení zde nebylo. V okolí bylo pouze roztroušeno několik turkických a ugrofinských kmenů. K Ruskému carství byly tyto oblasti připojeny v polovině 17. století. Ještě na konci tohoto století zde vzniklo několik ruských osad. Významnější rozvoj však nastal až na počátku 18. století, kdy na území dnešního města vzniklo několik menších železáren, využívajících nerostné bohatství Uralu.
Car Petr I. nebyl ovšem spokojen s výkonem uralských státních železáren. Z iniciativy Vasilije Nikitiče Tatiščeva bylo proto přijato rozhodnutí o zbudování nového velkého závodu, využívajícího sílu řeky Iseť. Výstavba proběhla mezi lety 1721–1723 pod vedením ruského vojenského inženýra německého původu Georga Wilhelma de Hennina, který také navrhl pojmenovat železárnu po carově manželce Kateřině I. Ruské. Pro potřeby železárny byla na řece vybudována Městská nádrž. Na ochranu před případnými útoky původního obyvatelstva vznikla okolo závodu pevnost.
Dne 18. listopadu 1723 byly poprvé spuštěny buchary nové Jekatěrinburské státní železárny a právě tento den je považován za datum založení města.

### 18. století

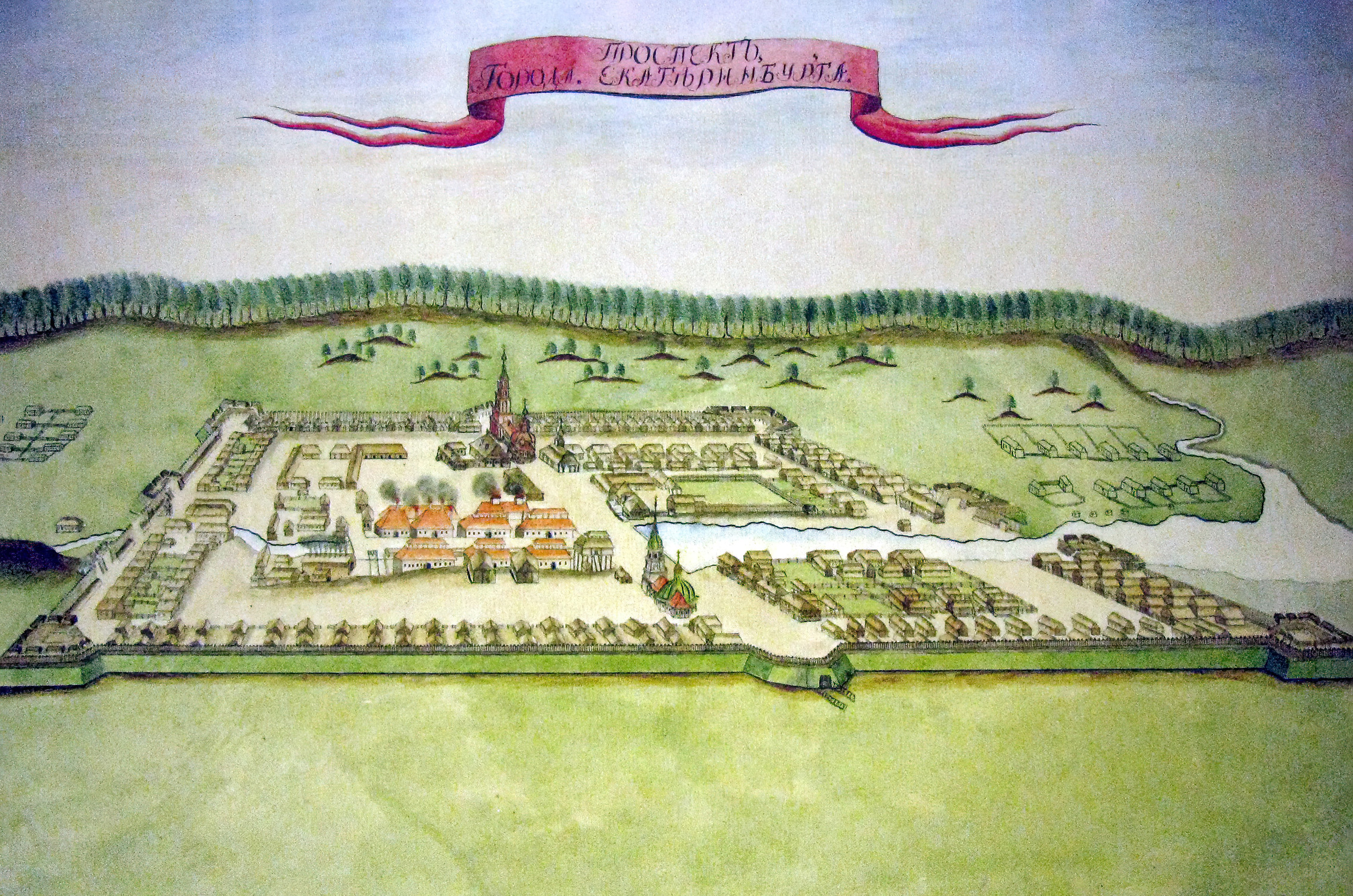
Jekatěrinburg roku 1734

Jekatěrinburg se začal rozvíjet jako moderní průmyslové srdce rozsáhlého hornického kraje, rozkládajícího se na obou stranách uralského hřbetu. Záhy následovaly Iseťská státní železárna velkokněžny Anny a Hornouktusská státní železárna velkokněžny Alžběty (1726). Téhož roku vznikla i Jekatěrinburská mincovna (v 18. a 19. stol. největší výrobce měděných mincí v Rusku). Jekatěrinburská brusírna zpracovávala od roku 1738 uralské drahé kamení, její výrobky zdobí interiéry předních paláců Petrohradu a Carského Sela, např. Zimní palác. V roce 1748 byl nedaleko Jekatěrinburgu otevřen první zlatý důl v Rusku. V polovině 18. století se zde vyráběly prakticky všechny myslitelné průmyslové výrobky. Ve 2. polovině století se začal rozvíjet také potravinářský, kožedělný či mydlářský průmysl.
Obyvatelstvo nového města bylo zpočátku tvořeno především vysídlenci z centrálního Ruska, z velké části se jednalo o pronásledované starověrce. Životní podmínky v prvních letech byly natolik tvrdé, že docházelo nejenom k útěkům nevolníků, ale i vojáků vykonávajících dozor.
Během Pugačovova povstání (1773–1775) se stal Jekatěrinburg důležitou protipovstaleckou baštou. Místní vojenská posádka provedla nejedno úspěšné tažení proti Pugačovovým přívržencům a úspěšně zabránila pokusu o obležení samotného města. Jekatěrinburgská pevnost byla v této době modernizována a rozšířena.
Administrativní reforma Kateřiny II. Veliké zrušila Sibiřskou gubernii, a Jekatěrinburg tak byl roku 1781 přičleněn k Permskému místodržitelství (od roku 1796 Permská gubernie), ačkoliv byl velmi dlouho lidnatější, průmyslově i obchodně významnější než Perm. Zároveň mu byl také udělen status města. Velmi důležitým impulzem pro rozvoj bylo přivedení Sibiřského traktu do města (1783). Jekatěrinburg se tímto stal důležitým dopravním uzlem a tržištěm.

### 19. století

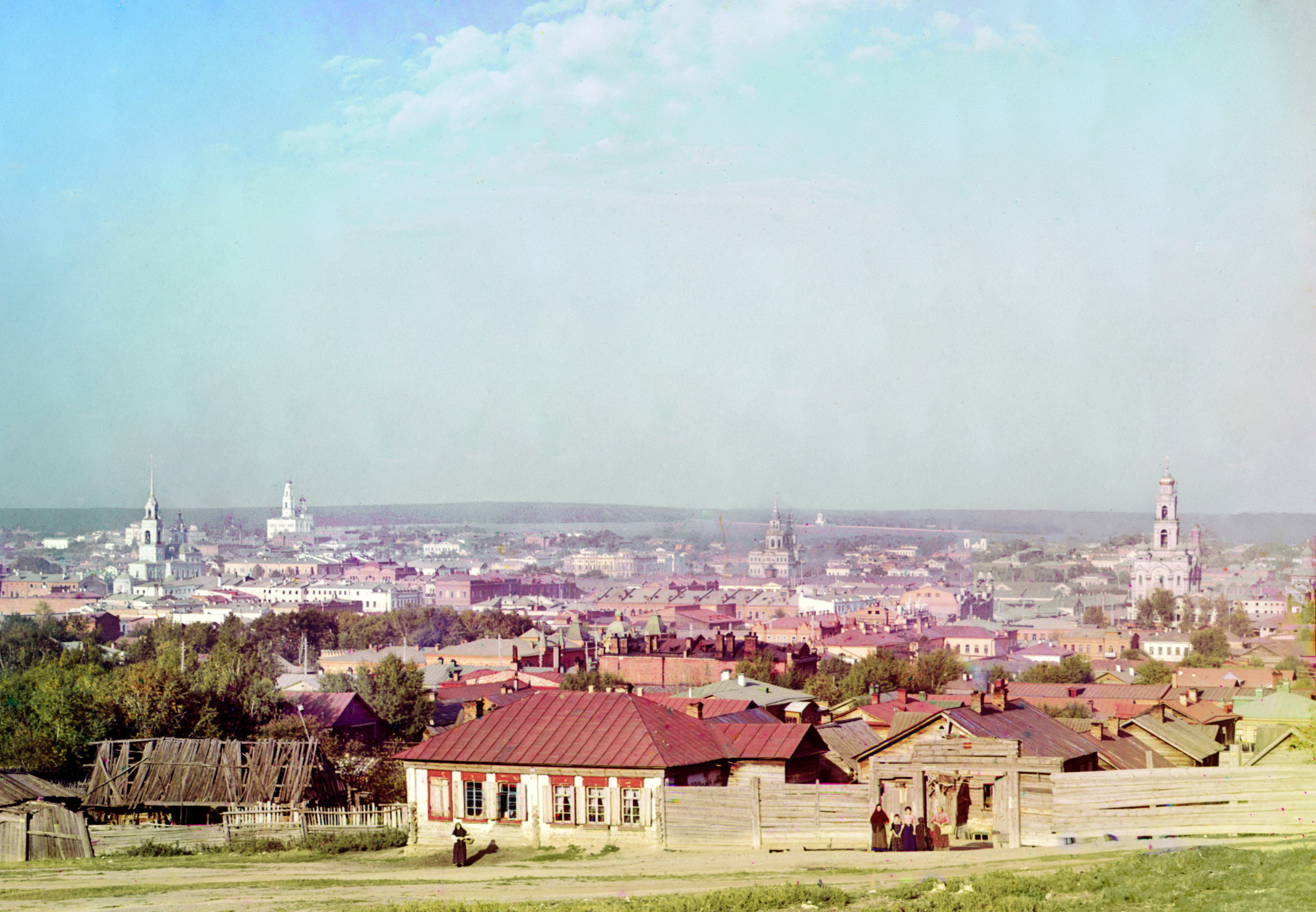
Počátek 20. století

Počátek 19. století se ve městě nesl v duchu zlaté horečky. Jen roku 1824 pracovalo v tzv. Jekatěrinburském zlatém údolí 85 zlatých dolů a známo bylo dalších 23 ložisek. Velký podíl na těžbě a zpracování zlata na Uralu i na západní Sibiři měli právě jekatěrinburští kupci, kteří ostatně v této době kontrolovali velkou část ruského obchodu s cennými kovy a drahými kameny. Vedle zlata se zde těžily a zpracovávaly také smaragdy, safíry, akvamaríny či diamanty. Aby bylo zajištěno plynutí výnosů z těžby do státní pokladny, v letech 1807–1867 měl Jekatěrinburg jako jediný v Rusku status hornického města, podléhal tedy přímo tzv. báňskému veliteli, ministru financí a carovi. V praxi to znamenalo velmi přísný vojenský režim, proti kterému vystupovali především místní kupci.
Po zrušení nevolnictví (1861) a zrušení statusu hornického města se začala více rozvíjet doprava, potravinářství, lehký průmysl a bankovnictví.
Roku 1878 byla přes Ural položena první železnice, která propojila Jekatěrinburg s guberniální Permí. V roce 1888 byla dokončena trať Jekatěrinburg – Ťumeň a roku 1897 bylo město napojeno na Transsibiřskou magistrálu. Železnice přinesla další impuls k rozvoji průmyslu. Roku 1904 žilo v Jekatěrinburgu přes 50 tisíc lidí a jenom v samotném městě bylo v provozu 49 velkých průmyslových podniků a přes 300 malých řemeslných dílen.

### Revoluce a českoslovenští legionáři

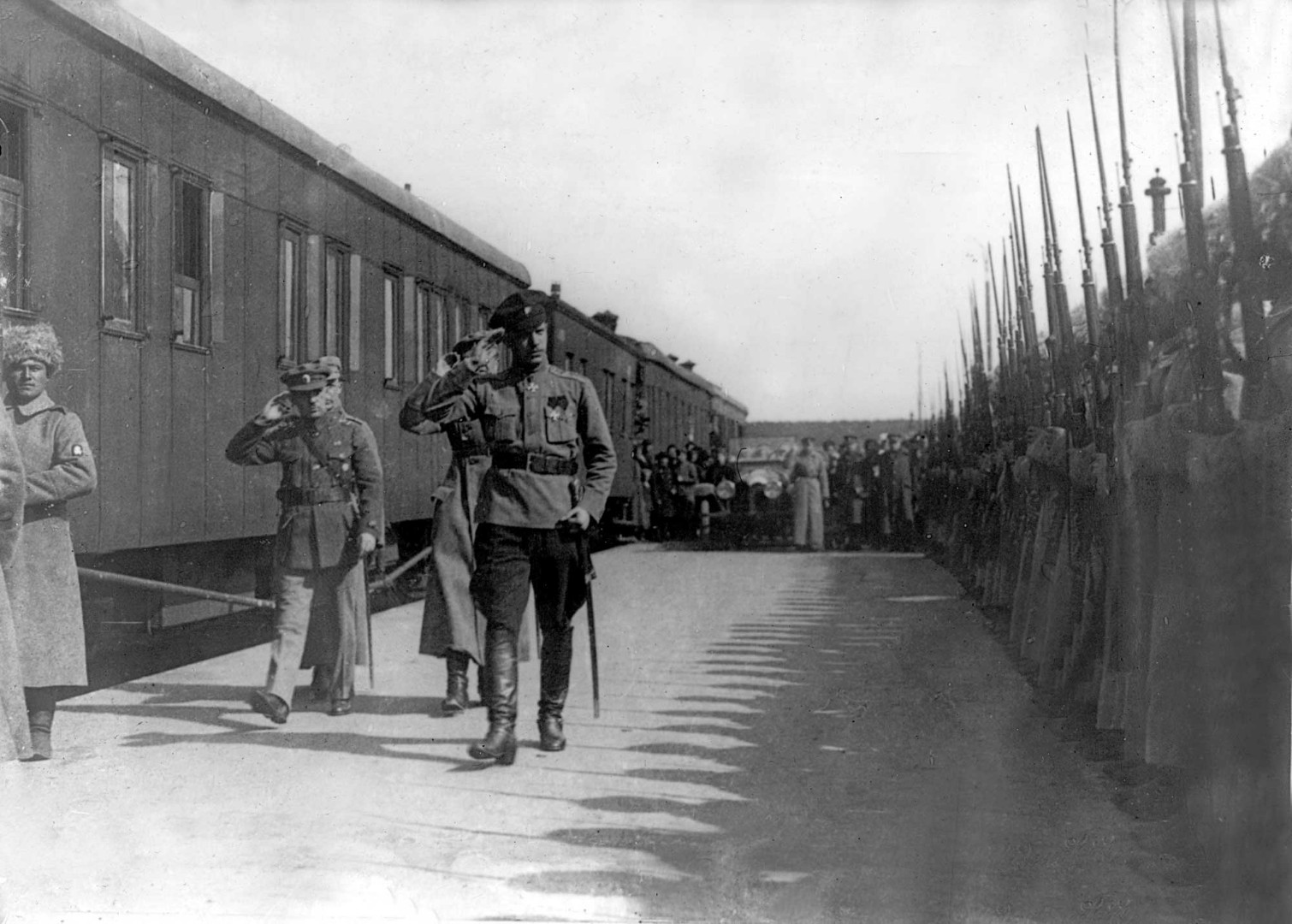
Radola Gajda přehlíží nastoupené jednotky čsl. legií na jekatěrinburském nádraží (červenec 1918)

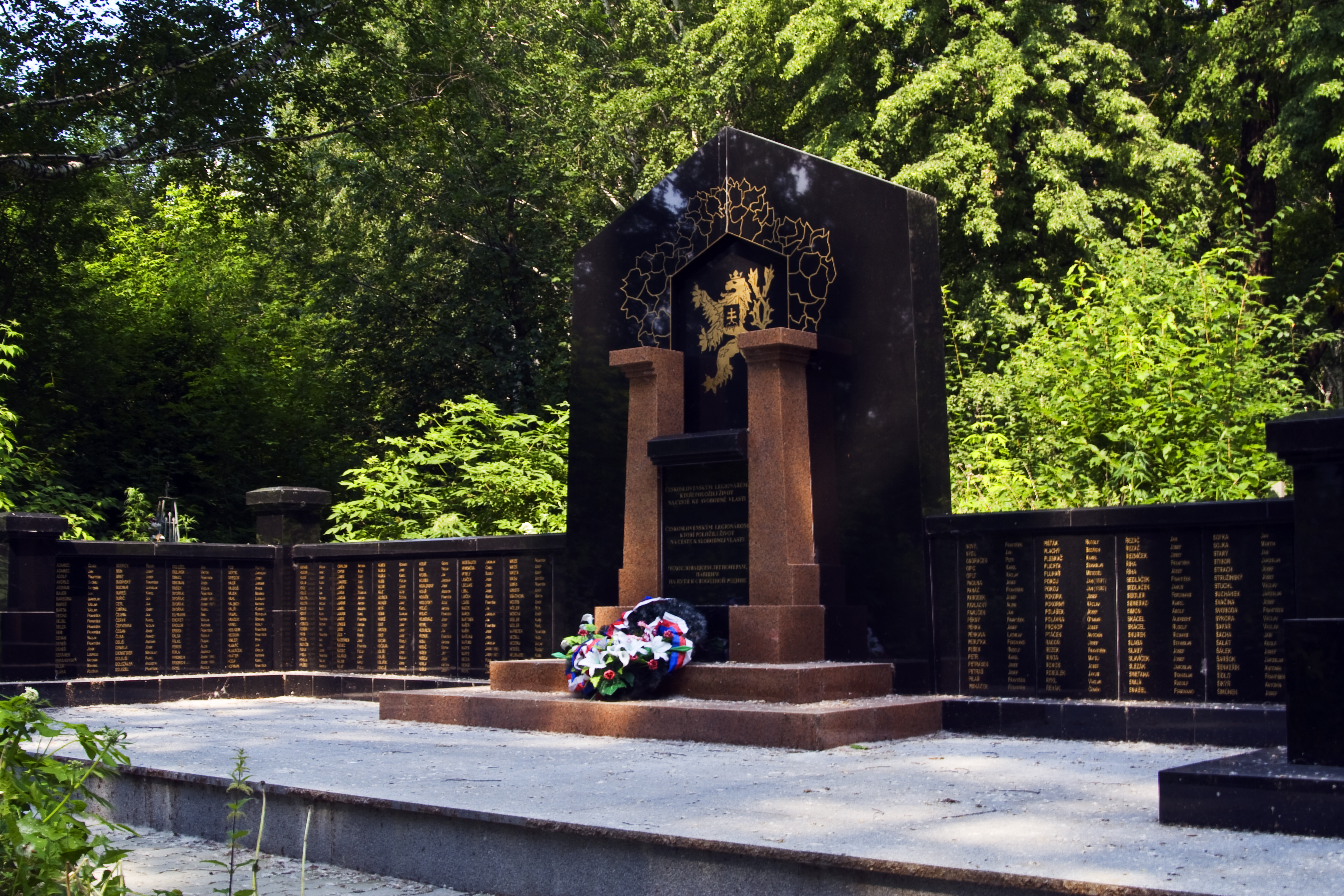
Pomník československým legionářům

Na přelomu 19. a 20. století bylo ve městě velmi silné dělnické hnutí. Roku 1905 se zde pod vedením Jakova Sverdlova konala velká brutálně potlačená manifestace. 8. listopadu 1917 převzali bolševici bez boje moc a v lednu 1918 vyhlásili Jekatěrinburskou gubernii. 30. dubna téhož roku byl do města přivezen car Mikuláš II. se svou rodinou a několika sloužícími. Umístěni byli v bývalém domě inženýra Ipaťjeva. V červenci 1918 ovšem již k městu postupovaly bělogvardějské oddíly a také českoslovenští legionáři , Uralský oblastní sovět proto rozhodl o popravě carské rodiny (vykonána v noci z 16. na 17. července 1918).
Jekatěrinburští komunisté se obávali o ztrátu moci nad městem oprávněně. Již 24. července 1918 stály před Jekatěrinburgem části 2. a 3. pluku a 3. úderná rota československých legionářů pod velením plukovníka Vojcechovského. 25. července 1918 v časných ranních hodinách vyrazili Čechoslováci do útoku. Téhož dne po poledni byl Jekatěrinburg dobyt, a legionářům se tak otevřela cesta na Perm. Ta se ovšem zkomplikovala, neboť bolševici podnikali v srpnu 1918 na Jekatěrinburg četné útoky a za městem tak probíhaly prudké boje, které přinesly mnoho obětí (viz pomník československým legionářům).
Legionáři setrvali ve městě přibližně rok. Během této doby se stal Jekatěrinburg důležitým centrem československých vojsk na Rusi. Vojáci sem nejenom jezdili odpočívat a léčit se do československých nemocnic, ale sídlilo zde i velitelství Sibiřské armády generála Radoly Gajdy, československý generální konzulát a pobočka Československé národní rady. V létě 1919 legionáři odešli a 14. července 1919 definitivně obsadili město bolševici.

### Sverdlovsk
Komunisté se rozhodli učinit Jekatěrinburg hlavním městem Uralu. Roku 1920 zde byla na základě Leninova dekretu zřízena Uralská univerzita, od roku 1923 se stal centrem ohromné Uralské oblasti (od roku 1934 už jen Sverdlovské oblasti). Jekatěrinburská městská rada přijala roku 1924 rozhodnutí o přejmenování města na Sverdlovsk podle zemřelého ruského revolucionáře Jakova Sverdlova, který ve městě v předrevolučním období působil. V této době se také stal Sverdlovsk nejlidnatějším městem Uralu, kterým zůstal dodnes. Roku 1929 byla zprovozněna tramvajová doprava, trolejbusy slouží od roku 1943.
Ve 30. letech byly realizovány gigantické stalinské industrializační projekty. V tomto období se počet obyvatel prakticky ztrojnásobil a Sverdlovsk tak byl jedním z nejrychleji rostoucích měst v Sovětském svazu. Na konci 30. let zde fungovalo 140 průmyslových podniků, 25 vědecko-výzkumných institucí a 12 vysokých škol.

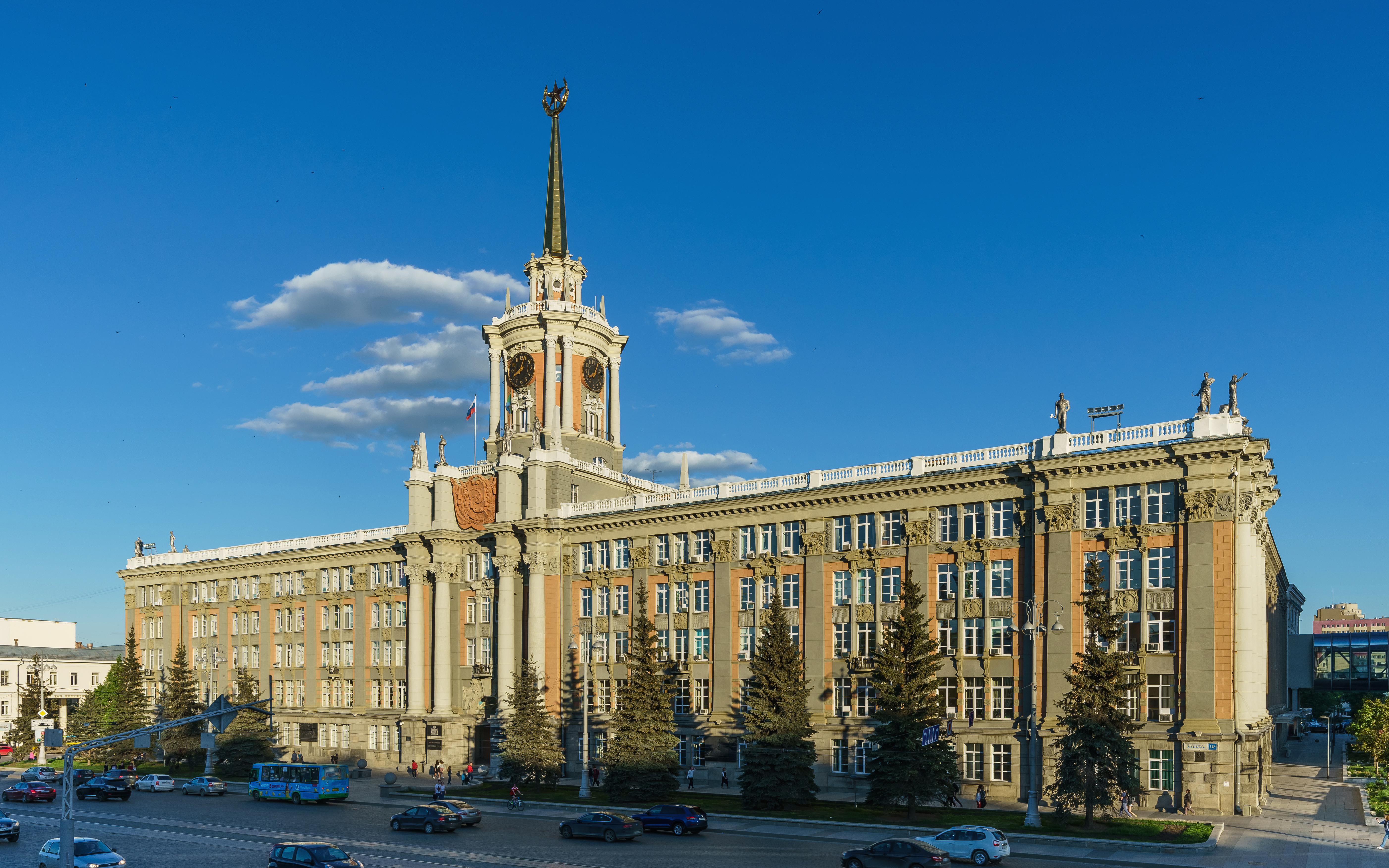
Budova městské rady

Během druhé světové války sehrál Sverdlovsk významnou roli při zajištění obrany země. Na frontu z něj odešlo přes 100 tisíc obyvatel, z nichž se více než 40 tisíc nevrátilo. Vzhledem k poloze bezpečně hluboko v týlu sem byla evakuována celá řada podniků ze západního Ruska a z Ukrajiny, ale i vysokých škol, galerií, muzeí a divadel (např. MGU, Ermitáž, MCHAT), vědců, spisovatelů a hudebních skladatelů (např. T. N. Chrennikov, A. I. Chačaturjan, R. M. Glier či D. M. Kabalevskij). Uralský závod těžkého strojírenství vyrobil 13,7 tisíc obrněných koreb pro různé bojové stroje, 7,1 tisíc věží těžkého tanku KV-1, přes 5 tisíc samohybných děl (především SU-122 a SU-85) a 731 tanků T-34; Uralský závod dopravního strojírenství vyráběl tanky T-60 a komponenty pro samohybná děla, z Voroněže evakuovaný Závod kominterny dodal 1711 raketometů Kaťuša, Uralský závod turbín vyrobil motory pro čtvrtinu tehdy vyrobených sovětských tanků. Objem průmyslové výroby v Sverdlovsku vyrostl během války až na sedminásobek, prudce také vzrostl počet obyvatel.
Po válce pokračovala rychlá výstavba průmyslových podniků a s tím související masová bytová výstavba. Poblíž města byl vybudován vojenský komplex, v němž byly vyráběny biologické zbraně na bázi antraxu. V roce 1979 zde došlo k úniku infekčního agens (Sverdlovský incident), které pak vítr zanesl nad město. Výsledkem bylo úmrtí kolem stovky obyvatel města.
1. května 1960 zde došlo k aféře U-2, kdy bylo nad Jekatěrinburgem sestřeleno americké špionážní letadlo U-2.

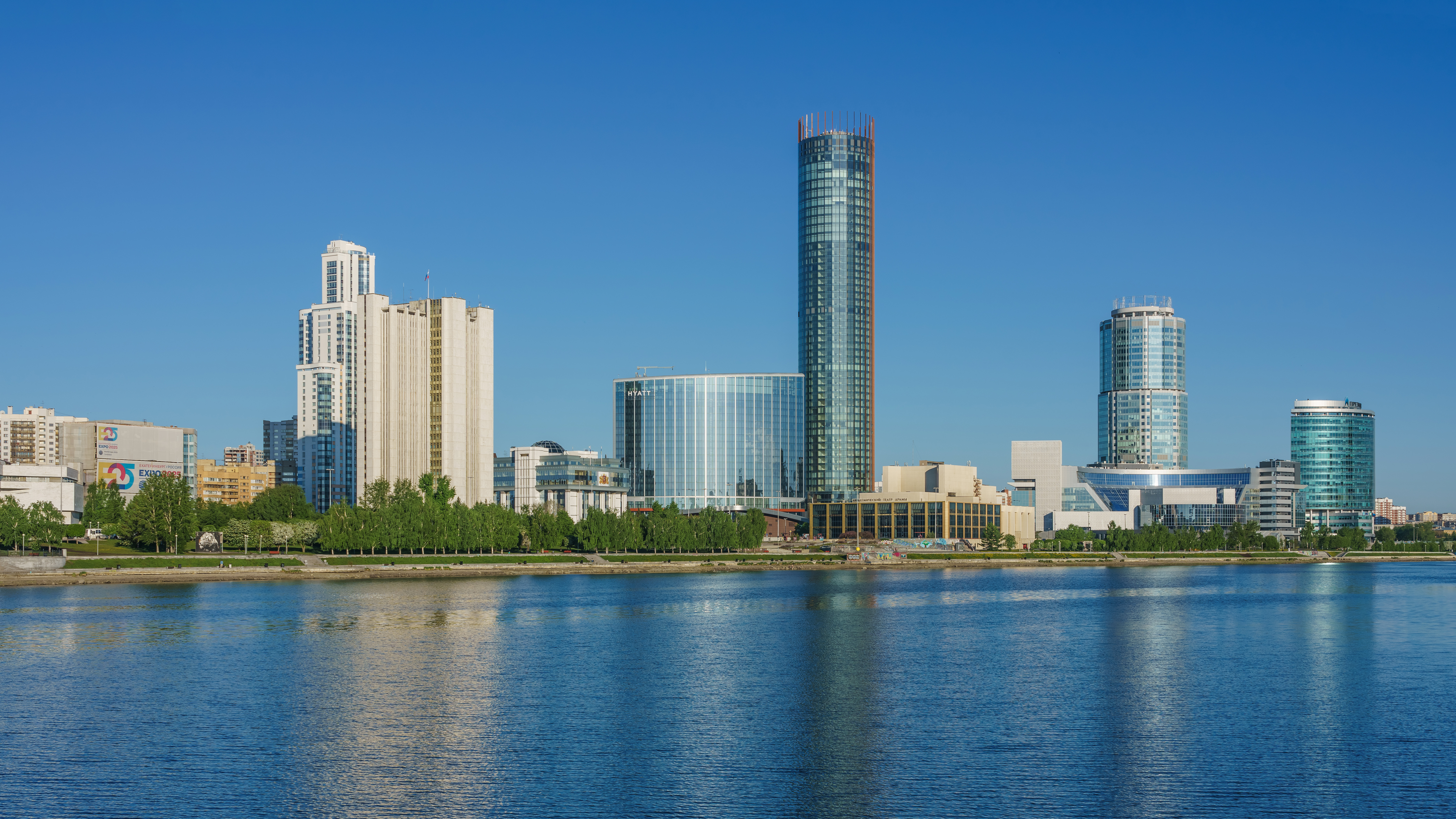
Věž Iseť (uprostřed) je s 207 metry nejvyšší mrakodrap v Rusku mimo Moskvu a Petrohrad

Mezi lety 1976–1985 zde působil jako stranický tajemník budoucí ruský prezident Boris Jelcin. Při pokusu o převrat v roce 1991 byl Sverdlovsk jakožto domovské město prezidenta Jelcina vybrán za rezervní hlavní město pro Rusko v případě, že by se Moskva stala příliš nebezpečná pro novou vládu.
4. září 1991 odhlasovala městská rada návrat k historickému názvu města Jekatěrinburg. V témže roce bylo zprovozněno metro.

### Postsovětské období
Přechod k tržní ekonomice byl pro Jekatěrinburg velmi bolestivý, reformy zasáhly zejména průmyslové giganty. Město také trpělo velkou kriminalitou, výjimkou nebyly ani přestřelky gangů v ulicích.
Po roce 2000 se začala hospodářská situace lepšit, rozvíjel se zejména sektor služeb, a město tak ztratilo svůj čistě průmyslový charakter. Roku 2009 se zde konaly summity ŠOS a BRICS. Město je jedním z pořadatelů mistrovství světa ve fotbale v roce 2018.

## Městské symboly

### Znak
Současný znak Jekatěrinburgu byl schválen místní městskou radou roku 1998 a částečně vychází z nejstaršího znaku, schváleného v roce 1783.
Jádro je tvořeno heraldickým štítem, rozděleným vodorovně na dvě poloviny – smaragdově zelenou (historická barva Uralu) a zlatou. Rozdělení na dvě barvy symbolizuje hranici mezi Evropou a Asií. Vrchní (zelená) část svým tvarem evokuje pevnost, kterou byl Jekatěrinburg v prvních letech své existence. V tomto zeleném poli jsou zobrazeny rudný důl (rumpál) a tavicí pec s červeným ohněm, symboly převzaté z nejstaršího znaku z roku 1793, které připomínají význam hornictví a metalurgie v regionu. Modré vlnky ve spodní části představují řeku Iseť. Štít drží medvěd, symbolizující evropskou část Ruska, a sobol, symbolizující Sibiř. Zvířata mají vyplazené jazyky a vyceněné zuby, neboť chrání město. Zlatá stuha pod nimi a pod štítem vyjadřuje význam Jekatěrinburgu jako jednoho z důležitých center Ruska. Uprostřed je stuha ozdobena drúzovým krystalem, symbolizujícím nerostné bohatství Uralu. V roce 2008 byl ještě znak doplněn o hradební korunu s pěti zuby.

### Vlajka
Vlajka Jekatěrinburgu vychází ze symboliky znaku. Poměr stran je 2:3, podklad je tvořen třemi vodorovnými pruhy žluté (1/4), smaragdově zelené (1/2) a modré barvy (1/4). V zeleném poli jsou zobrazeny objekty z městského znaku, rudný důl a tavicí pec.

## Geografie a podnebí
Jekatěrinburg se nachází na východním podhůří středního Uralu v nadmořské výšce cca 270 m n. m., 1667 km východně od Moskvy. Povrch města přechází od pahorkatiny k rovině. Hory zde nejsou vysoké, jedná se o jedno z nejnižších míst Uralu (proto bylo toto místo odedávna důležitou trasou). Zdejší pohoří se formovalo již v období hercynského vrásnění před asi 300 miliony let, sklony kopců jsou proto mírné. Vlivem eroze vznikla v okolí celá řada žulových skalních měst, např. Čertovo hradiště.
Nejvýznamnějším vodním tokem v Jekatěrinburgu je řeka Iseť, přítok Tobolu. Na území města je její tok zpomalen třemi vodními nádržemi: Hornoiseťskou, Městskou, a Dolnoiseťskou. Dále se zde do Isetě vlévají říčky Patrušicha (v místě Dolnoiseťské nádrže) a Rešjotka (poblíž železničního nádraží). Na severním okraji města protéká řeka Pyšma, která se vlévá do Tury. Nacházejí se zde také jezera Šartaš a Malý Šartaš, Šuvakiš, Zdochňa, Čusovoje a Pesčanoje. K zásobování pitnou vodou slouží především Volčichinská nádrž na řece Čusovaja na západním okraji města.
|      |      |        |      |
| Jaro | Léto | Podzim | Zima |

Jak je pro tuto oblast Ruska za Uralem typické, podnebí začíná být silně kontinentální. Charakteristické jsou prudké změny počasí a jasně vymezená roční období. Ačkoliv Ural není příliš vysoký, přece zadržuje vzdušné proudy z evropské části Ruska. V důsledku toho nic nebrání tomu, aby na střední Ural proudily masy arktického vzduchu a ochlazeného vzduchu ze Západosibiřské roviny. Zároveň sem mohou velmi rychle pronikat teplé proudy z Kaspické nížiny a středoasijských pouští. V zimě se tak můžeme v Jekatěrinburgu setkat se silným mrazem i s dešti, v létě nejsou výjimkou teploty přes 35 °C i ranní mrazíky.
| Jekatěrinburg – podnebí                                                | Jekatěrinburg – podnebí | Jekatěrinburg – podnebí | Jekatěrinburg – podnebí | Jekatěrinburg – podnebí | Jekatěrinburg – podnebí | Jekatěrinburg – podnebí | Jekatěrinburg – podnebí | Jekatěrinburg – podnebí | Jekatěrinburg – podnebí | Jekatěrinburg – podnebí | Jekatěrinburg – podnebí | Jekatěrinburg – podnebí | Jekatěrinburg – podnebí |
| Období                                                                 | leden                   | únor                    | březen                  | duben                   | květen                  | červen                  | červenec                | srpen                   | září                    | říjen                   | listopad                | prosinec                | rok                     |
| ---------------------------------------------------------------------- | ----------------------- | ----------------------- | ----------------------- | ----------------------- | ----------------------- | ----------------------- | ----------------------- | ----------------------- | ----------------------- | ----------------------- | ----------------------- | ----------------------- | ----------------------- |
| Nejvyšší teplota [°C]                                                  | 5,6                     | 9,4                     | 17,3                    | 28,8                    | 33,4                    | 35,6                    | 38,8                    | 37,2                    | 31,9                    | 24,7                    | 13,5                    | 5,9                     | 38,8                    |
| Průměrné denní maximum [°C]                                            | −9,1                    | −6,8                    | 1,0                     | 9,8                     | 17,4                    | 23,0                    | 24,4                    | 21,1                    | 14,5                    | 6,8                     | −2,8                    | −7,9                    | 7,6                     |
| Průměrná teplota [°C]                                                  | −12,6                   | −11,1                   | −3,8                    | 4,3                     | 11,3                    | 17,1                    | 19,0                    | 15,9                    | 9,8                     | 3,4                     | −5,8                    | −11,0                   | 3,0                     |
| Průměrné denní minimum [°C]                                            | −15,7                   | −14,5                   | −7,6                    | 0,0                     | 6,2                     | 12,1                    | 14,4                    | 11,9                    | 6,4                     | 0,7                     | −8,3                    | −13,7                   | −0,7                    |
| Nejnižší teplota [°C]                                                  | −44,6                   | −42,4                   | −39,2                   | −21,8                   | −13,5                   | −2,3                    | 1,5                     | −1,0                    | −9,0                    | −22,7                   | −39,2                   | −46,7                   | −46,7                   |
| Průměrné srážky [mm]                                                   | 27                      | 20                      | 21                      | 28                      | 50                      | 75                      | 90                      | 73                      | 58                      | 39                      | 33                      | 27                      | 541                     |
| Maximální srážky [mm]                                                  | 76                      | 75                      | 60                      | 86                      | 112                     | 168                     | 228                     | 212                     | 229                     | 99                      | 86                      | 81                      | 1 512                   |
| Sněžení [cm]                                                           | 330                     | 420                     | 130                     | 380                     | 50                      | 0                       | 0                       | 0                       | 0                       | 10                      | 80                      | 210                     | 1 610                   |
| Dní s deštěm                                                           | 0                       | 0                       | 1                       | 7                       | 16                      | 20                      | 19                      | 23                      | 19                      | 10                      | 1                       | 0                       | 116                     |
| Zdroj: http://www.pogodaiklimat.ru/climate/28440.htm 20. prosince 2017 |                         |                         |                         |                         |                         |                         |                         |                         |                         |                         |                         |                         |                         |

## Administrativní členění

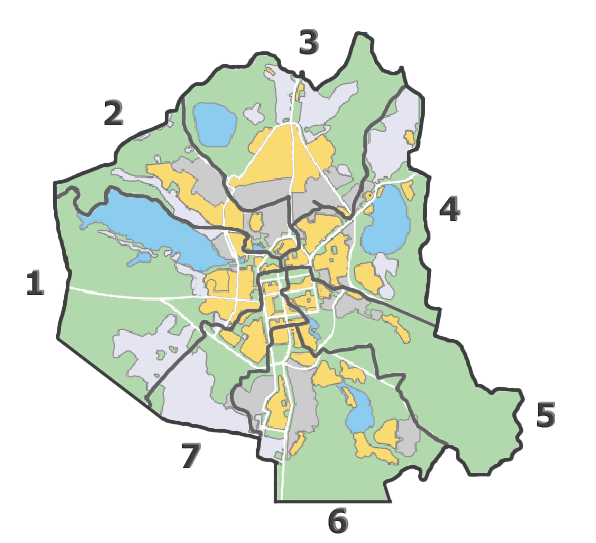
Rajóny Jekatěrinburgu

Jekatěrinburg se dělí na 7 rajónů (městských částí):
1. Věrch-Isetskij
2. Železnodorožnyj
3. Ordžonikidzevskij
4. Kirovskij
5. Okťabrskij
6. Čkalovskij
7. Leninskij

Jekatěrinburg a 18 přilehlých obcí zároveň vytváří samostatnou oblast (město oblastního významu).

## Obyvatelstvo
Jekatěrinburg je 4. nejlidnatějším městem v Rusku a největším městem na Urale (2017). Hranici jednoho milionu obyvatel překročil v roce 1967, hranici 1,5 milionu v dubnu 2017.
Městská populace na počátku 21. století strmě rostla zejména díky migraci. Na ní se roku 2015 podíleli především obyvatelé Sverdlovské oblasti (54,1 %), migranti ze zahraničí (27,7 %) a příchozí z jiných ruských regionů (18,2 %). Téhož roku se zde narodilo 23 168 lidí a zemřelo 16 419, byl tedy zaznamenán přirozený přírůstek obyvatel.
Podle sčítání lidu roku 2010 žilo v Jekatěrinburgu více než sto různých národností. Z nich nejpočetnější jsou: Rusové (89,04 %), Tataři (3,72 %), Ukrajinci (1,03 %), Baškirové (0,96 %), Marijci (0,52 %), Azerové (0,51 %), Tádžikové (0,47 %), Arméni (0,42 %), Židé (0,35 %) a Uzbekové (0,33 %). K české národnosti se přihlásilo 5 lidí.
| Vývoj počtu obyvatel | Vývoj počtu obyvatel | Vývoj počtu obyvatel | Vývoj počtu obyvatel | Vývoj počtu obyvatel | Vývoj počtu obyvatel | Vývoj počtu obyvatel | Vývoj počtu obyvatel | Vývoj počtu obyvatel | Vývoj počtu obyvatel | Vývoj počtu obyvatel |
| -------------------- | -------------------- | -------------------- | -------------------- | -------------------- | -------------------- | -------------------- | -------------------- | -------------------- | -------------------- | -------------------- |
| 1724                 | 1781                 | 1807                 | 1836                 | 1861                 | 1887                 | 1897                 | 1917                 | 1920                 | 1926                 | 1931                 |
| 4000                 | 7969                 | 10 023               | 14 973               | 19 832               | 37 399               | 43 239               | 71 590               | 91 400               | 140 000              | 223 300              |
| 1939                 | 1956                 | 1959                 | 1962                 | 1967                 | 1973                 | 1979                 | 1989                 | 1991                 | 1995                 | 2000                 |
| 423 000              | 707 000              | 779 000              | 853 000              | 961 000              | 1 099 000            | 1 211 172            | 1 364 621            | 1 375 000            | 1 278 000            | 1 266 300            |
| 2002                 | 2007                 | 2010                 | 2015                 | 2017                 |                      |                      |                      |                      |                      |                      |
| 1 293 537            | 1 315 100            | 1 349 772            | 1 428 042            | 1 455 904            |                      |                      |                      |                      |                      |                      |

### Rozšíření HIV
V roce 2016 bylo přes 2000 lidí na 100000 obyvatel (každý 50. obyvatel Jekatěrinburgu) HIV pozitivních, což je nejvyšší procento v Rusku. 

## Pamětihodnosti a turistické zajímavosti
- Chrám Všech svatých na krvi – vystavěn v letech 2000–2003 na místě Ipaťjevova domu, kde byla 17. července 1918 zavražděna carská rodina. Hlavní oltář se nachází přímo nad místem, kde k tragické události došlo. Před chrámem stojí pomník carské rodině.
- Ganina jama – bývalý železnorudný důl. V červenci 1918 zde byla spálena těla cara Mikuláše II. a jeho rodiny a dočasně uložena do jedné z šachet. Dnes na místě stojí klášter svatých Carských strastotěrpců s dřevěnými chrámy v tradičním ruském stylu.
- Pomník československým legionářům – místo posledního odpočinku na 400 československých legionářů, kteří město ovládali v letech 1918 až 1919. Původní pomník zničený bolševiky byl obnoven na náklady České republiky roku 2008.
- Sídlo Rastorgujevových a Charitonovových – klasicistní obytný a parkový komplex z přelomu 18. a 19. století, rozestavěný kupcem Rastorgujevem a dostavěný kupcem Charitonovem. Roku 2009 se zde konal summit ŠOS.
- Dům Sevasťanova – jedna z nejvýraznějších památek Jekatěrinburgu, původně klasicistní dům, přestavěný v letech 1863–1866 ve stylu mísícím novobaroko, pseudogotiku a novomaurský sloh. Dnes slouží pro reprezentativní účely nejvyšších státních představitelů.
- Vajnerova ulice – hlavní pěší třída v samém centru města, někdy označovaná za uralský Arbat. Zachovalo se na ní mnoho předrevolučních kupeckých domů a obchodů, kde se dnes nachází nejrůznější kavárny, restaurace či butiky.

|                             |  |                 |  |                 |
| Chrám Všech svatých na krvi |  | Dům Sevasťanova |  | Vajnerova ulice |

- Hráz městské nádrže – vznikla na řece Iseť zároveň se založením města roku 1723, aby mohla pohánět tovární stroje. Dnes se v blízkosti hráze nachází některé dochované objekty původní Jekatěrinburské železárny a Jekatěrinburské mincovny, park a muzea. Konají se zde nejrůznější kulturní akce, místní obyvatelé sem často míří na procházky a dávají si zde schůzky.
- Městečko čekistů – konstruktivistický komplex bytových domů, ubytovny a klubu čekistů, nejvýznamnější stavba sovětské avantgardy ve městě. Dnes se zde nachází kromě bytů také hotel a pobočka Sverdlovského oblastního muzea, v níž je vystavena nejstarší dřevěná socha světa – Šigirský idol.
- Bílá věž – konstruktivistický vodojem z roku 1931, dnes kulturní centrum.
- Jekatěrinburg-City – obchodní čtvrť ve výstavbě. Moderní budovy na břehu Městské nádrže tvoří výrazný prvek jekatěrinburského panoramatu. Mrakodrap Věž Iseť byl roku 2018 se svými 212,8 m nejvyšší stavbou v Rusku mimo Moskvu a Petrohrad.
- Mrakodrap Vysockij – 188,3 m vysoký mrakodrap, nesoucí jméno Vladimira Vysockého. V přízemí se nachází Vysockého muzeum, vystavující nejrůznější předměty spojené s jeho životem, nahoře je přístupná vyhlídková plošina.
- Centrum Borise Jelcina – muzeum a společenské, kulturní a vzdělávací centrum. Hlavní částí je muzeum prvního ruského prezidenta a jekatěrinburského rodáka Borise Jelcina, dále konferenční sál, archiv či knihovna. Probíhají zde různé kulturní a vzdělávací akce. Otevřeno bylo roku 2015 za účasti premiéra Medvěděva a prezidenta Putina.
- Jekatěrinburská zoologická zahrada – nejstarší zoo v asijské části Ruska, vzhledem ke své poloze v centru velkoměsta ovšem zaujímá plochu pouhých 2,7 ha. Je zde chováno přes 350 živočišných druhů.
- Hranice Evropy a Asie u Jekatěrinburgu – symbolický monument za městem

|                               |  |                              |  |                                        |
| Hotel Iseť (Městečko čekistů) |  | Věž Iseť a Jelcinovo centrum |  | Hranice Evropy a Asie u Jekatěrinburgu |

## Náboženství
Nejvíce věřících se v Jekatěrinburgu hlásí k pravoslaví. Dále se ve městě nachází 4 mešity (2017), chrám arménské apoštolské církve, katolické církve, metodistické církve a synagoga.

### Vybrané chrámy

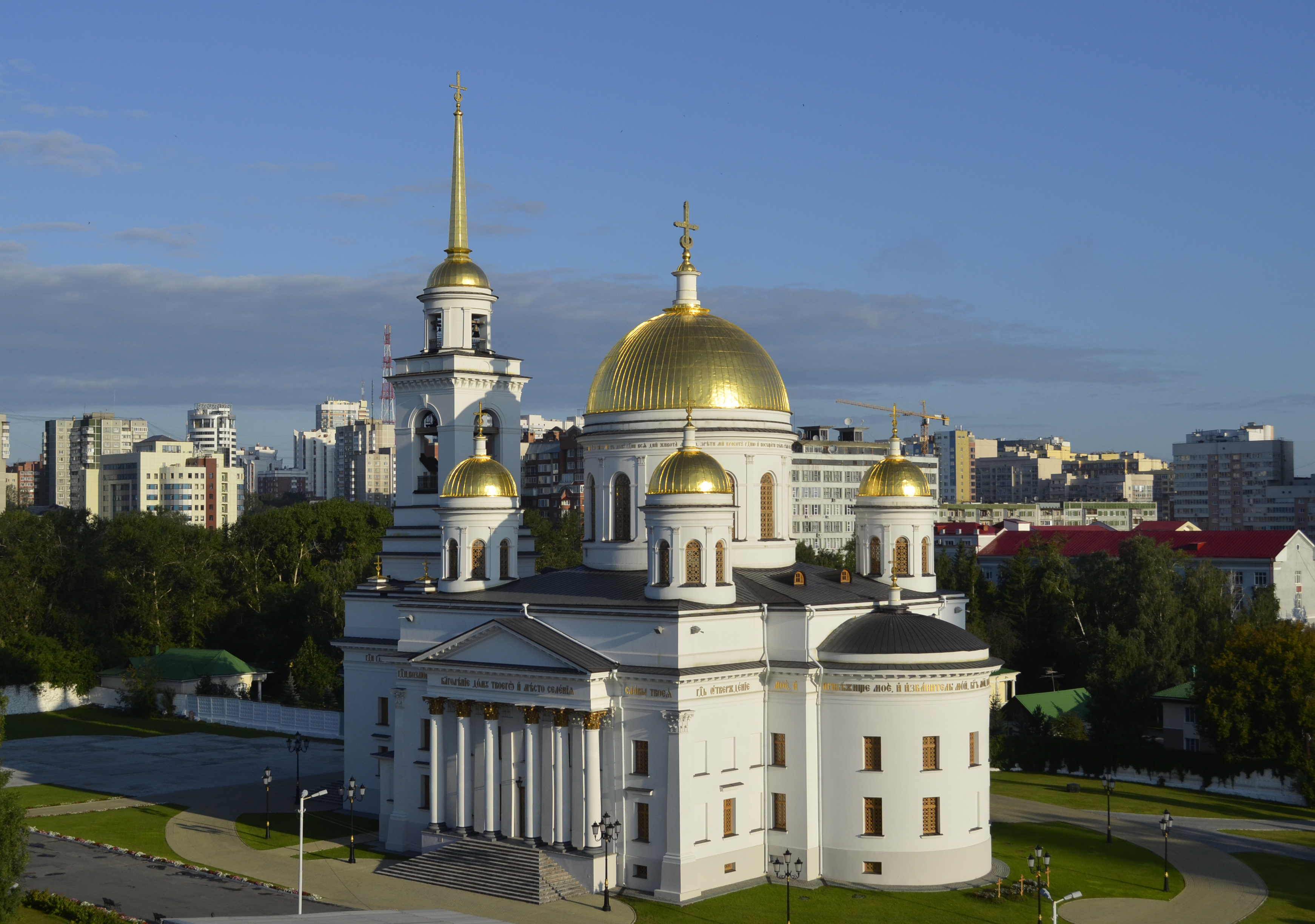
Chrám svatého Alexandra Něvského

- Katedrála svaté Trojice
- Katedrála svatého Jana Křititele
- Chrám svatého Alexandra Něvského
- Chrám Všech svatých na krvi
- Velký Zlatoúst
- Chrám Nanebevstoupení Páně
- Chrám Proměnění Páně
- Chrám Narození Páně
- Chrám Božích stavitelů

## Ekonomika
Roku 2015 činil hrubý produkt Jekatěrinburgu asi 330 miliard korun, čímž představoval 3. hospodářsky nejvýkonnější město v Rusku (po Moskvě a Petrohradu). V přepočtu na obyvatele skončil na 18. místě v zemi s 229 tisíci korun/os. Ačkoliv bylo město tradičně silně orientováno na výrobu, na počátku 21. se úspěšně podařilo ekonomiku více diverzifikovat a rozvinout sektor služeb (finance a bankovnictví, doprava a logistika, obchod, turismus aj.).
Ze 197 velkých a středních výrobních podniků roku 2015 představovala 20,9 % metalurgie a zpracování kovů, 13,3 % potravinářství, 9,2 % elektrotechnika, 8,4 % výroba dopravních prostředků, 6,4 % výroba strojů a zařízení a 5,5 % chemický průmysl. Mezi největší podniky patří MRSK Urala (energetika), Enel Rossija (energetika), Stalepromyšlennaja kompanija (válcovny kovů), Russkaja mědnaja kompanija (výroba a zpracování mědi), Kalina (kosmetika a parfémy), NLMK-Sort (metalurgie), VIZ-Stal (metalurgie), Gruppa Sinara (kolejová vozidla), Uralelektrotjažmaš (transformátory, reaktory aj.), Uralský závod těžkého strojírenství (zařízení pro metalurgii a těžařství), Uraltransmaš (těžká vojenská technika a tramvaje).

### Doprava
Nejvyužívanějším prostředkem městské hromadné dopravy v Jekatěrinburgu je tramvaj. První linka byla zprovozněna v roce 1929, roku 2016 bylo ve městě 30 linek na 185,5 km tratí. Vozový park v tomto roce čítal 459 jednotek, z toho nejčastěji československé Tatry T3 a T6B5. Roku 2020 by měla být otevřena meziměstská rychlodrážní tramvaj do Věrchné Pyšmy.
Od roku 1991 je v provozu také jekatěrinburské metro. Dlouhé je 12,7 km a v provozu je 9 stanic na jediné lince. Plánuje se rozšíření o druhou linku, výstavbu ovšem dlouhodobě provází problém s financováním.
Kolejovou dopravu doplňuje 93 autobusových a 19 trolejbusových linek (od r. 1943), soukromé maršrutky a vlaky.
Jekatěrinburg je díky své strategické poloze třetím největším dopravním uzlem Ruska. Potkávají se zde 4 federální dálnice: M5 Ural vedoucí do Moskvy, R242 do Permi, R351 do Ťumeně a R354 do Kurganu. Z jekatěrinburského železničního uzlu se rozbíhají koleje sedmi směry: do Permi, Ťumeně, Kazaně, Nižného Tagilu, Čeljabinsku, Kurganu a Tavdy. Městem prochází Transsibiřská magistrála. Nádraží Jekatěrinburg-Sortirovočnyj je největším seřaďovacím nádražím v zemi.
Zdejší letiště Kolcovo bylo roku 2016 sedmým nejvytíženějším v Rusku, pravidelné letecké spojení s Prahou zajišťují České aerolinie a místní Ural Airlines.
|                                 |  |                 |  |                             |
| Československá tramvaj Tatra T3 |  | Letiště Kolcovo |  | Stanice metra Botaničeskaja |

## Kultura
| - Uralská federální univerzita prvního prezidenta Ruska B. N. Jelcina - Uralská státní právnická univerzita - Uralská státní ekonomická univerzita - Uralská státní lékařská univerzita - Uralská státní báňská univerzita - Uralská státní dopravní univerzita - Uralská státní lesnická univerzita - Uralská státní zemědělská univerzita - Uralská státní profesně-pedagogická univerzita - Uralská státní architektonicko-umělecká akademie - Uralská státní konservatoř M. P. Musorgského - Jekatěrinburská státní vysoká škola divadelní - Uralská vysoká škola Státní protipožární služby - Uralská právnická vysoká škola Ministerstva vnitra Ruska - Sverdlovská oblastní všeobecná vědecká knihovna V. G. Bělinského - Městské sdružení knihoven | - Jekatěrinburské státní akademické divadlo opery a baletu - Sverdlovské státní akademické divadlo muzikálu - Sverdlovské státní akademické divadlo dramatu - Jekatěrinburské městské divadlo mladého diváka - Jekatěrinburské městské loutkové divadlo - Divadlo koleda - Jekatěrinburský státní cirkus - Jekatěrinburské muzeum výtvarného umění - Muzeum historie Jekatěrinburgu - Muzeum historie kamenického a klenotnického umění - Muzeum fotografie Dům Metenkova - Jekatěrinburská galerie současného umění - Sverdlovské oblastní vlastivědné muzeum - Muzeum historie, vědy a techniky Sverdlovské železnice - Uralské geologické muzeum - Uralské mineralogické muzeum |

|                                            |  |                             |  |                                                  |
| Uralská federální univerzita B. N. Jelcina |  | Budova Technické univerzity |  | Památník zakladatelům města, Tatiščev a De Genin |

## Sport

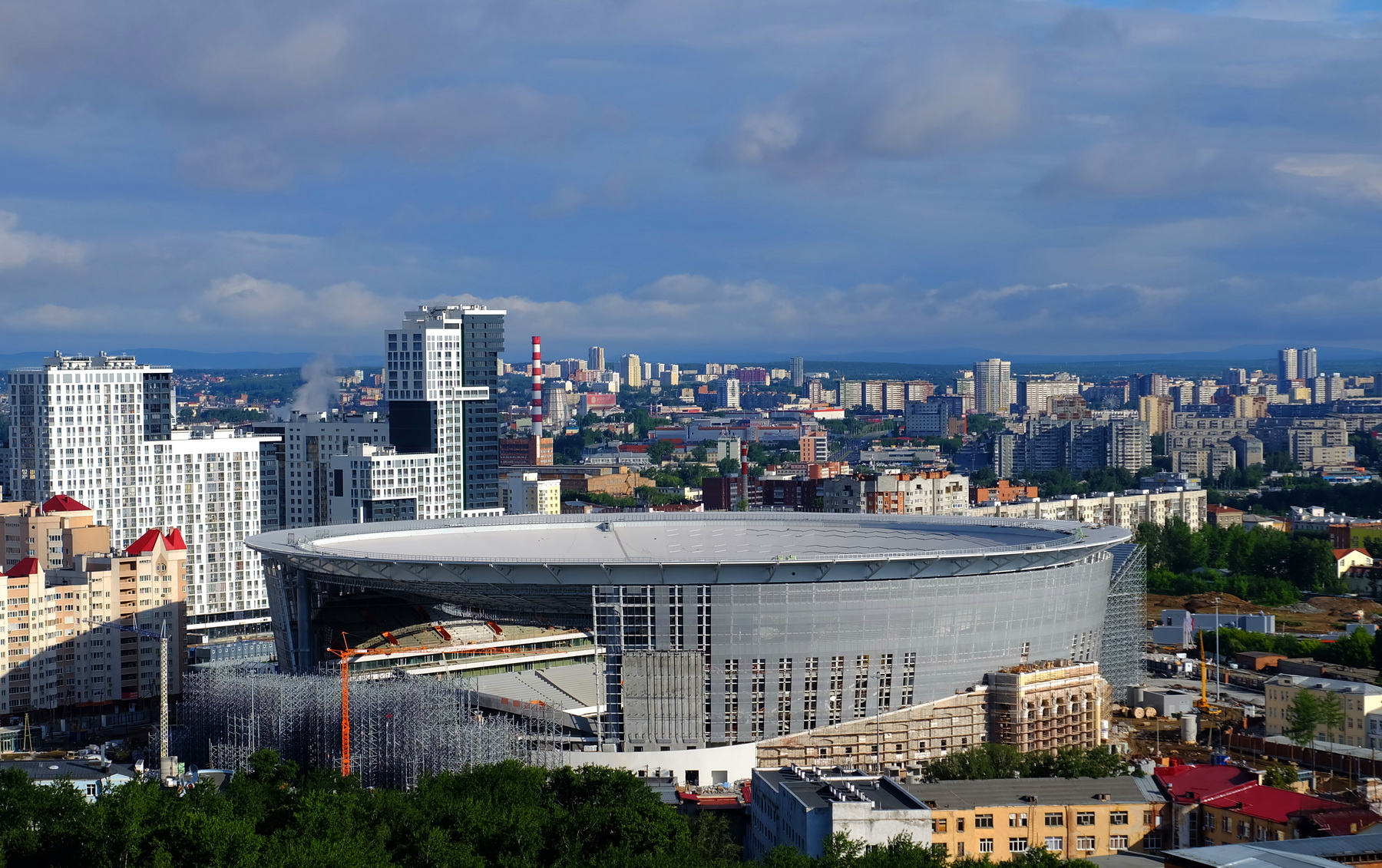
Centrální stadion

V Jekatěrinburgu sídlí tyto sportovní týmy:
- Avtomobilist Jekatěrinburg – KHL, Uralec Arena
- FK Ural – Ruská Premier Liga, Centrální stadion
- UGMK Jekatěrinburg – Ruská ženská basketbalová liga a Euroliga v basketbale žen, DIVS Arena
- BK Ural Jekatěrinburg – 2. Ruská basketbalová liga, DIVS Arena
- SKA-Sverdlovsk – bandy liga, DIVS Arena

Roku 2018 byl Jekatěrinburg jedním z hostitelských měst mistrovství světa ve fotbale, zápasy se odehrávaly v Centrálním stadionu.

## Osobnosti
- Ivan Polzunov (1728–1766), ruský mechanik, vynálezce dvoucylindrového parního stroje
- Pavel Petrovič Bažov (1879–1950), spisovatel
- Ljudmila Ivanovna Braginová (* 1943), atletka
- Olga Alexandrovna Slavnikovová (* 1957), spisovatelka a novinářka
- Ilja Bjakin (* 1963), bývalý ruský hokejový obránce
- Anton Bakov (* 1965), podnikatel, monarchistický politik, cestovatel, spisovatel a lidskoprávní aktivista
- Anna Birjukovová (* 1967), atletka
- Vladimir Malachov (* 1968), bývalý ruský hokejový obránce, člen Triple Gold Clubu
- Anna Alexandrovna Matvějevová (* 1972), spisovatelka a novinářka
- Alexej Jašin (* 1973), bývalý profesionální hokejista
- Pavel Valerjevič Dacjuk (* 1978), bývalý hokejista, dvojnásobný držitel Stanley Cupu
- Valeria Savinychová (* 1991), ruská profesionální tenistka
- Julia Lipnická (* 1998), bývalá ruská krasobruslařka, zlatá medailistka ze ZOH 2014
- Kamilla Rachimovová (* 2001), tenistka

## Mezinárodní vztahy

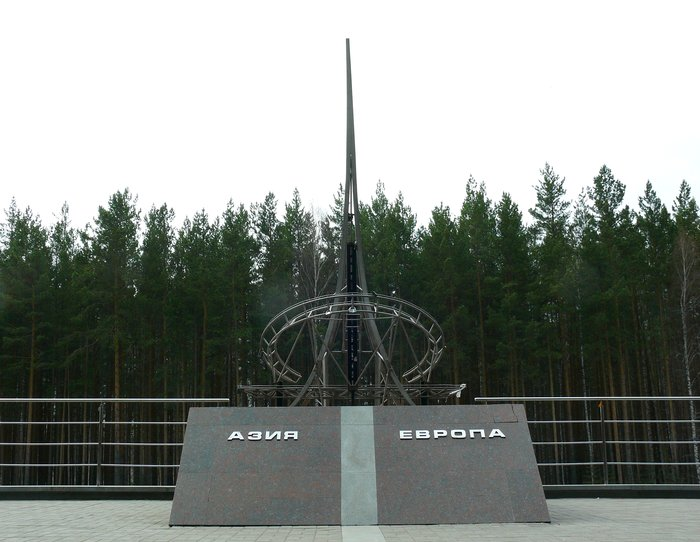
Hranice mezi Evropou a Asií u Jekatěrinburgu

### Partnerská města
- Ferentino, Itálie
- Inčchon, Jižní Korea
- Janov, Itálie
- Kanton, Čína
- Wuppertal, Německo
- San José, Spojené státy americké
- Plovdiv, Bulharsko

### Konzuláty
| - Ázerbájdžán - Bělorusko - Bulharsko - Velká Británie - Maďarsko - Vietnam - Německo | - Kypr - Kyrgyzstán - Čína - Spojené státy americké - Tádžikistán - Ukrajina - Francie |